# Вілсон (Пенсільванія)
Вілсон (англ. Wilson) — місто (англ. borough) в США, в окрузі Нортгемптон штату Пенсільванія. Населення — 8259 осіб (2020).

## Географія
Вілсон розташований за координатами 40°41′4″ пн. ш. 75°14′30″ зх. д. / 40.68444° пн. ш. 75.24167° зх. д. (40.684402, -75.241723).  За даними Бюро перепису населення США в 2010 році місто мало площу 3,02 км², з яких 3,00 км² — суходіл та 0,01 км² — водойми.

## Демографія
Згідно з переписом 2010 року, у селищі мешкало 7896 осіб у 3091 домогосподарстві у складі 1968 родин. Густота населення становила 2617 осіб/км².  Було 3339 помешкань (1107/км²).
Расовий склад населення:
| - 84,1 % — білих - 6,5 % — чорних або афроамериканців - 2,1 % — азіатів - 0,2 % — корінних американців - 3,0 % — осіб інших рас |

До двох чи більше рас належало 4,1 %. Частка іспаномовних становила 10,6 % від усіх жителів.
За віковим діапазоном населення розподілялося таким чином: 25,6 % — особи молодші 18 років, 62,8 % — особи у віці 18—64 років, 11,6 % — особи у віці 65 років та старші. Медіана віку мешканця становила 35,5 року. На 100 осіб жіночої статі у селищі припадало 89,5 чоловіків;  на 100 жінок у віці від 18 років та старших — 86,5 чоловіків також старших 18 років.
Середній дохід на одне домашнє господарство  становив 55 648 доларів США (медіана — 45 267), а середній дохід на одну сім'ю — 59 950 доларів (медіана — 52 870). Медіана доходів становила 42 625 доларів для чоловіків та 33 957 доларів для жінок. За межею бідності перебувало 11,3 % осіб, у тому числі 15,9 % дітей у віці до 18 років та 9,1 % осіб у віці 65 років та старших.
Цивільне працевлаштоване населення становило 4151 особа. Основні галузі зайнятості: освіта, охорона здоров'я та соціальна допомога — 26,8 %, виробництво — 15,6 %, роздрібна торгівля — 14,7 %.